# Ropalidia scottiana
Ropalidia scottiana är en getingart som först beskrevs av Henri Saussure 1890.  Ropalidia scottiana ingår i släktet Ropalidia och familjen getingar. Inga underarter finns listade i Catalogue of Life.